# Mako Ishino
Mako Ishino (石野真子, Ishino Mako), née le 31 janvier 1961 à Ashiya (préfecture de Hyōgo), au Japon, est une chanteuse et actrice japonaise.

## Biographie
Mako Ishino est la sœur aînée de l'actrice Yōko Ishino (en) et a été mariée à l'acteur et rock-star Tsuyoshi Nagabuchi de septembre 1981 à 1983 puis à l'acteur Shun Hiro'oka (ja) de 1990 à 1996.

## Filmographie partielle

### Au cinéma
- 1983 : La Taverne Chōji (居酒屋兆治, Izakaya Chōji?) de Yasuo Furuhata : Taka
- 1987 : Hachiko (ハチ公物語, Hachikō monogatari?) de Seijirō Kōyama : Chizuko Ueno
- 2002 : Toast to Love (恋に唄えば♪, Koi ni utaeba?) de Shūsuke Kaneko
- 2002 : Ping Pong (ピンポン, Pin pon?) de Fumihiko Sori
- 2016 : Nigakute amai (にがくてあまい?) de Shōgo Kusano : Misao Eda
- 2020 : Dai tsunahiki no koi (大綱引の恋?) de Kiyoshi Sasabe : Fumiko Arima

### À la télévision
- 2004 : Tokusō sentai dekaranger (特捜戦隊デカレンジャー, Tokusō sentai dekarenjā?) : Swan Shiratori / Deka Swan (série TV)
- 2005 : Hana yori dango (花より男子?) : Chieko Makino (série TV)